# ميكائيل يوهانسون (لاعب هوكي الجليد سويدي)
ميكائيل يوهانسون (بالسويدية: Mikael Johansson)‏ هو لاعب هوكي الجليد سويدي، ولد في 17 يوليو 1981 في غوتنبرغ في السويد.

## وصلات خارجية
- ميكائيل يوهانسون على موقع EliteProspects.com (الإنجليزية)
- ميكائيل يوهانسون على موقع HockeyDB.com (الإنجليزية)